# William E. Chandler
William E. Chandler (Concord, 1835. december 28. – Concord, 1917. november 30.) az Amerikai Egyesült Államok szenátora (New Hampshire, 1887–1889 és 1889–1901).